# Hetedik Keretprogram
A Hetedik Keretprogram vagy teljes nevén Kutatási és Technológiafejlesztési Hetedik Keretprogram (angol nevének rövidítéseből gyakorlatilag minden nyelven FP7-ként is ismert) az Európai Unió kutatás- és technológiafejlesztési célú finanszírozási programja, mely a 2007–2013 költségvetési időszakot fogta át.
A program teljes költségvetése mintegy 50 milliárd euró volt (az Euratom-keretprogram nélkül), ez az összeg az előző keretprogramnál (FP6) mintegy 41%-kal magasabb (2004. évi árakon).
A keretprogram ún. egyedi programokból állt, melyek a különféle kutatási és technológiafejlesztési együttműködések egyes fajtáit más-más módon támogatták. A költségvetés legnagyobb részét, mintegy kétharmadát az Együttműködés egyedi programja használta fel, amely ipari és egyetemi konzorciumok transznacionális projektjei révén előmozdította az Európában és más partnerországokban folytatott együttműködésen alapuló kutatásokat.
A keretprogram középpontjában a nemzeti vagy európai kutatócsoportok koordinálása, kutatási hálózatok felállítása és az egyéni kutatók mobilitásának növelése állt. A különböző országok kutatócsoportjainak egymáshoz közelítése az európai kutatás felaprózódottságának csökkentését is elősegítette.
Az FP7 alapelve az volt, hogy a programban a világ bármely országából részt vehettek, de a részvételi eljárások és finanszírozási lehetőségek országtípusonként eltérőek voltak. Az EU tagállamai és társult országai élvezték a legszélesebb jogokat. Emellett a másik fontos csoportot a nemzetközi együttműködő partnerországok
alkották (Oroszország és egyéb kelet-európai és közép-ázsiai államok, fejlődő országok, mediterrán partnerországok, nyugat-balkáni országok), amennyiben EU-tagállamok vagy társult országok konzorciumaiban pályáztak. Az FP7 kifejezetten ösztönözte a harmadik országokkal való együttműködést azzal a céllal, hogy Európa versenyképessége növekedjen, illetve a kölcsönös érdekek és előnyök alapján globális vagy harmadik országokkal közös problémák megoldására irányultak.
A keretprogram két fő stratégiai célkitűzése:
- az európai ipar tudományos és technológiai bázisának erősítése,
- nemzetközi versenyképességének ösztönzése az EU politikáit támogató kutatás előmozdítása mellett.

A program kifejezetten támogatta a kis- és közepes vállalatok (KKV) és egyetemi vagy más kutatóintézetek együttműködését, elősegítve ezzel a KKV-szektor innovációs potenciáljának növelését, illetve az innováció közvetlen és rövid átfutási idejű alkalmazását ebben a szektorban.
Emellett az egyes finanszírozási formák lehetőséget biztosítottak innovációt általában végrehajtani szándékozó vállalkozások, közigazgatási vagy kormányzati szervek, transznacionális érdekeltségű kutatási infrastruktúrákat irányító intézmények, harmadik országbeli szervezetek és kutatók, nemzetközi szervezetek, és civil társadalmi szervezetek részvételére is.
Az egyes pályázókat a nemzeti kapcsolattartók (National Contact Point, NCP) segítették a pályázásban és a potenciális együttműködő partnerek megtalálásában.
Az FP7-et 2014-től követő hétéves keretprogram neve Horizon 2020.

## A keretprogram felépítése
A keretprogram egyedi programokból épül fel, melyeket rövid címek azonosítanak (zárójelben az arra fordítható keret):
- Együttműködés (32413 M€)
- Ötletek (7510 M€)
- Emberek (4750 M€)
- Kapacitások (4097 M€)
- Nukleáris kutatás (ötéves program, 2,7 Mrd€)

Maga a konkrét finanszírozás ún. munkaprogramok és pályázati felhívások keretében valósul meg. A pályázati felhívások általában adott kutatási terület(ek)re vonatkoznak.
Az Együttműködés programján belül tíz kulcsfontosságú tematikus terület van:
1. egészségügy
2. élelmiszer, mezőgazdaság, halászat és biotechnológia
3. információs és kommunikációs technológiák
4. nanotudományok, nanotechnológiák, anyagok és új termelési technológiák
5. energia
6. környezetvédelem (ideértve az éghajlatváltozást is)
7. közlekedés (ideértve a repüléstechnikát is)
8. társadalom-gazdaságtan és humán tudományok
9. űrkutatás
10. biztonság.